# Aedes gibbinsi
Aedes gibbinsi är en tvåvingeart som beskrevs av Edwards 1935. Aedes gibbinsi ingår i släktet Aedes och familjen stickmyggor. Inga underarter finns listade i Catalogue of Life.